# Torneio de Wimbledon de 2019 - Dia a dia
Estes foram os jogos realizados nas quadras mais importantes a partir do primeiro dia das chaves principais.

## Dia 1 (1º de julho)
- Cabeças de chave eliminados:
  - Simples masculino:  Alexander Zverev [6],  Stefanos Tsitsipas [7],  Gaël Monfils [16],  Dušan Lajović [32]
  - Simples feminino:  Naomi Osaka [2],  Aryna Sabalenka [10],  Markéta Vondroušová [14],  Caroline Garcia [23],  Daria Kasatkina [29]

Ordem dos jogos:
| Quadra Central              | Quadra Central            | Quadra Central         | Quadra Central                |
| Evento                      | Vencedor(a)/(es/as)       | Derrotado(a)/(os/as)   | Resultado                     |
| --------------------------- | ------------------------- | ---------------------- | ----------------------------- |
| Simples masculino – 1ª fase | Novak Djokovic [1]        | Philipp Kohlschreiber  | 6–3, 7–5, 6–3                 |
| Simples feminino – 1ª fase  | Yulia Putintseva          | Naomi Osaka [2]        | 7–64, 6–2                     |
| Simples masculino – 1ª fase | Kyle Edmund [30]          | Jaume Munar            | 6–4, 6–4, 6–4                 |
| Quadra Nº 1                 |                           |                        |                               |
| Evento                      | Vencedor(a)/(es/as)       | Derrotado(a)/(os/as)   | Resultado                     |
| Simples feminino – 1ª fase  | Simona Halep [7]          | Aliaksandra Sasnovich  | 6–4, 7–5                      |
| Simples masculino – 1ª fase | Jiří Veselý [Q]           | Alexander Zverev [6]   | 4–6, 6–3, 6–2, 7–5            |
| Simples feminino – 1ª fase  | Cori Gauff [Q]            | Venus Williams         | 6–4, 6–4                      |
| Quadra Nº 2                 |                           |                        |                               |
| Evento                      | Vencedor(a)/(es/as)       | Derrotado(a)/(os/as)   | Resultado                     |
| Simples masculino – 1ª fase | Stan Wawrinka [22]        | Ruben Bemelmans [Q]    | 6–3, 6–2, 6–2                 |
| Simples feminino – 1ª fase  | Karolína Plíšková [6]     | Zhu Lin                | 6–2, 7–64                     |
| Simples masculino – 1ª fase | Thomas Fabbiano           | Stefanos Tsitsipas [7] | 6–4, 3–6, 6–4, 86–7, 6–3      |
| Simples feminino – 1ª fase  | Caroline Wozniacki [14]   | Sara Sorribes Tormo    | 5–4, ab.                      |
| Quadra Nº 3                 |                           |                        |                               |
| Evento                      | Vencedor(a)/(es/as)       | Derrotado(a)/(os/as)   | Resultado                     |
| Simples masculino – 1ª fase | Kevin Anderson [4]        | Pierre-Hugues Herbert  | 6–3, 6–4, 6–2                 |
| Simples feminino – 1ª fase  | Magdaléna Rybáriková      | Aryna Sabalenka [10]   | 6–2, 6–4                      |
| Simples feminino – 1ª fase  | Anastasija Sevastova [12] | Kristie Ahn [Q]        | 6–3, 6–4                      |
| Simples masculino – 1ª fase | Ugo Humbert               | Gaël Monfils [16]      | 66–7, 3–6, 6–4, 7–5, 3–0, ab. |

## Dia 2 (2 de julho)
- Cabeças de chave eliminados:
  - Simples masculino:  Dominic Thiem [5],  Denis Shapovalov [29]
  - Simples feminino:  Donna Vekić [22],  Garbiñe Muguruza [26],  Lesia Tsurenko [32]

Ordem dos jogos:
| Quadra Central              | Quadra Central          | Quadra Central             | Quadra Central             |
| Evento                      | Vencedor(a)/(es/as)     | Derrotado(a)/(os/as)       | Resultado                  |
| --------------------------- | ----------------------- | -------------------------- | -------------------------- |
| Simples feminino – 1ª fase  | Angelique Kerber [5]    | Tatjana Maria              | 6–4, 6–3                   |
| Simples masculino – 1ª fase | Roger Federer [2]       | Lloyd Harris               | 3–6, 6–1, 6–2, 6–2         |
| Simples feminino – 1ª fase  | Serena Williams [11]    | Giulia Gatto-Monticone [Q] | 6–2, 7–5                   |
| Simples feminino – 1ª fase  | Kiki Bertens [4]        | Mandy Minella              | 6–3, 6–2                   |
| Quadra Nº 1                 |                         |                            |                            |
| Evento                      | Vencedor(a)/(es/as)     | Derrotado(a)/(os/as)       | Resultado                  |
| Simples feminino – 1ª fase  | Ashleigh Barty [1]      | Zheng Saisai               | 6–4, 6–2                   |
| Simples feminino – 1ª fase  | Johanna Konta [19]      | Ana Bogdan [Q]             | 7–5, 6–2                   |
| Simples masculino – 1ª fase | Rafael Nadal [3]        | Yūichi Sugita [Q]          | 6–3, 6–1, 6–3              |
| Simples feminino – 1ª fase  | Alison Riske            | Donna Vekić [22]           | 3–6, 6–3, 7–5              |
| Quadra Nº 2                 |                         |                            |                            |
| Evento                      | Vencedor(a)/(es/as)     | Derrotado(a)/(os/as)       | Resultado                  |
| Simples feminino – 1ª fase  | Sloane Stephens [9]     | Timea Bacsinszky           | 6–2, 6–4                   |
| Simples masculino – 1ª fase | Sam Querrey             | Dominic Thiem [5]          | 46–7, 7–61, 6–3, 6–0       |
| Simples feminino – 1ª fase  | Pauline Parmentier      | Maria Sharapova            | 4–6, 7–64, 5–0, ab.        |
| Simples masculino – 1ª fase | John Isner [9]          | Casper Ruud                | 6–3, 6–4, 7–69             |
| Quadra Nº 3                 |                         |                            |                            |
| Evento                      | Vencedor(a)/(es/as)     | Derrotado(a)/(os/as)       | Resultado                  |
| Simples masculino – 1ª fase | Nick Kyrgios            | Jordan Thompson            | 7–64, 3–6, 7–610, 0–6, 6–1 |
| Simples feminino – 1ª fase  | Beatriz Haddad Maia [Q] | Garbiñe Muguruza [26]      | 6–4, 6–4                   |
| Simples feminino – 1ª fase  | Petra Kvitová [6]       | Ons Jabeur                 | 6–4, 6–2                   |
| Simples masculino – 1ª fase | Marin Čilić [13]        | Adrian Mannarino           | 7–66, 7–64, 6–3            |

## Dia 3 (3 de julho)
- Cabeças de chave eliminados:
  - Simples masculino:  Stan Wawrinka [22],  Kyle Edmund [30]
  - Simples feminino:  Anastasija Sevastova [12],  Madison Keys [17],  Sofia Kenin [27]
  - Duplas masculinas:  Kevin Krawietz /  Andreas Mies [13],  Dominic Inglot /  Austin Krajicek [15]

Ordem dos jogos:
| Quadra Central              | Quadra Central             | Quadra Central        | Quadra Central           |
| Evento                      | Vencedor(a)/(es/as)        | Derrotado(a)/(os/as)  | Resultado                |
| --------------------------- | -------------------------- | --------------------- | ------------------------ |
| Simples feminino – 2ª fase  | Karolína Plíšková [3]      | Monica Puig           | 6–0, 6–4                 |
| Simples masculino – 2ª fase | Fernando Verdasco          | Kyle Edmund [30]      | 4–6, 4–6, 7–63, 6–3, 6–4 |
| Simples masculino – 2ª fase | Novak Djokovic [1]         | Denis Kudla           | 6–3, 6–2, 6–2            |
| Quadra Nº 1                 |                            |                       |                          |
| Evento                      | Vencedor(a)/(es/as)        | Derrotado(a)/(os/as)  | Resultado                |
| Simples feminino – 2ª fase  | Anett Kontaveit [20]       | Heather Watson        | 7–5, 6–1                 |
| Simples masculino – 2ª fase | Karen Khachanov [10]       | Feliciano López [WC]  | 4–6, 6–4, 7–5, 6–4       |
| Simples feminino – 2ª fase  | Caroline Wozniacki [14]    | Veronika Kudermetova  | 7–65, 6–3                |
| Simples feminino – 2ª fase  | Cori Gauff [Q]             | Magdaléna Rybáriková  | 6–3, 6–3                 |
| Quadra Nº 2                 |                            |                       |                          |
| Evento                      | Vencedor(a)/(es/as)        | Derrotado(a)/(os/as)  | Resultado                |
| Simples masculino – 2ª fase | Reilly Opelka              | Stan Wawrinka [22]    | 7–5, 3–6, 4–6, 6–4, 8–6  |
| Simples feminino – 2ª fase  | Simona Halep [7]           | Mihaela Buzărnescu    | 6–3, 4–6, 6–2            |
| Simples masculino – 2ª fase | Kevin Anderson [4]         | Janko Tipsarević [PR] | 6–4, 56–7, 6–1, 6–4      |
| Quadra Nº 3                 |                            |                       |                          |
| Evento                      | Vencedor(a)/(es/as)        | Derrotado(a)/(os/as)  | Resultado                |
| Simples feminino – 2ª fase  | Elina Svitolina [8]        | Margarita Gasparyan   | 5–7, 6–5, ab.            |
| Simples masculino – 2ª fase | Milos Raonic [15]          | Robin Haase           | 7–61, 7–5, 7–64          |
| Simples masculino – 2ª fase | Félix Auger-Aliassime [19] | Corentin Moutet [Q]   | 6–3, 4–6, 6–4, 6–2       |
| Simples feminino – 2ª fase  | Polona Hercog              | Madison Keys [17]     | 6–2, 6–4                 |

## Dia 4 (4 de julho)
- Cabeças de chave eliminados:
  - Simples masculino:  John Isner [9],  Marin Čilić [13],  Nikoloz Basilashvili [18],  Gilles Simon [20],  Alex de Minaur [25],  Laslo Djere [31]
  - Simples feminino:  Angelique Kerber [5],  Amanda Anisimova [25]
  - Duplas femininas:  Lucie Hradecká /  Andreja Klepač [11],  Veronika Kudermetova /  Jeļena Ostapenko [14]

Ordem dos jogos:
| Quadra Central              | Quadra Central                              | Quadra Central            | Quadra Central            |
| Evento                      | Vencedor(a)/(es/as)                         | Derrotado(a)/(os/as)      | Resultado                 |
| --------------------------- | ------------------------------------------- | ------------------------- | ------------------------- |
| Simples masculino – 2ª fase | Kei Nishikori [8]                           | Cameron Norrie            | 6−4, 6−4, 6−0             |
| Simples feminino – 2ª fase  | Johanna Konta [19]                          | Kateřina Siniaková        | 6–3, 6–4                  |
| Simples masculino – 2ª fase | Rafael Nadal [3]                            | Nick Kyrgios              | 6−3, 3−6, 7−65, 7−63      |
| Quadra Nº 1                 |                                             |                           |                           |
| Evento                      | Vencedor(a)/(es/as)                         | Derrotado(a)/(os/as)      | Resultado                 |
| Simples feminino – 2ª fase  | Petra Kvitová [6]                           | Kristina Mladenovic       | 7−5, 6−2                  |
| Simples masculino – 2ª fase | Roger Federer [2]                           | Jay Clarke [WC]           | 6–1, 7–63, 6–2            |
| Simples feminino – 2ª fase  | Serena Williams [11]                        | Kaja Juvan [Q]            | 2–6, 6–2, 6–4             |
| Duplas masculinas – 1ª fase | Pierre-Hugues Herbert [PR] Andy Murray [PR] | Marius Copil Ugo Humbert  | 4–6, 6–1, 6–4, 6–0        |
| Quadra Nº 2                 |                                             |                           |                           |
| Evento                      | Vencedor(a)/(es/as)                         | Derrotado(a)/(os/as)      | Resultado                 |
| Simples feminino – 2ª fase  | Ashleigh Barty [1]                          | Alison Van Uytvanck       | 6–1, 6–3                  |
| Simples masculino – 2ª fase | Daniel Evans                                | Nikoloz Basilashvili [18] | 6–3, 6–2, 7–62            |
| Simples feminino – 2ª fase  | Lauren Davis [LL]                           | Angelique Kerber [5]      | 2–6, 6–2, 6–1             |
| Simples masculino – 2ª fase | Matteo Berrettini [17]                      | Marcos Baghdatis [WC]     | 6–1, 7–64, 6–3            |
| Quadra Nº 3                 |                                             |                           |                           |
| Evento                      | Vencedor(a)/(es/as)                         | Derrotado(a)/(os/as)      | Resultado                 |
| Simples feminino – 2ª fase  | Sloane Stephens [9]                         | Wang Yafan                | 6–0, 6–2                  |
| Simples masculino – 2ª fase | Mikhail Kukushkin                           | John Isner [9]            | 6–4, 36–7, 4–6, 6–1, 6–4  |
| Simples masculino – 2ª fase | Fabio Fognini [12]                          | Márton Fucsovics          | 66–7, 6–4, 7–63, 2–6, 6–3 |

## Dia 5 (5 de julho)
- Cabeças de chave eliminados:
  - Simples masculino:  Kevin Anderson [4],  Karen Khachanov [10],  Daniil Medvedev [11],  Félix Auger-Aliassime [19]
  - Simples feminino:  Caroline Wozniacki [14],  Anett Kontaveit [20],  Hsieh Su-wei [28],  Maria Sakkari [31]
  - Duplas masculinas:  Mate Pavić /  Bruno Soares [4],  Jamie Murray /  Neal Skupski [10]
  - Duplas femininas:  Kirsten Flipkens /  Johanna Larsson [12]

Ordem dos jogos:
| Quadra Central              | Quadra Central                     | Quadra Central                     | Quadra Central          |
| Evento                      | Vencedor(a)/(es/as)                | Derrotado(a)/(os/as)               | Resultado               |
| --------------------------- | ---------------------------------- | ---------------------------------- | ----------------------- |
| Simples masculino – 3ª fase | Guido Pella [26]                   | Kevin Anderson [4]                 | 6–4, 6–3, 7–64          |
| Simples feminino – 3ª fase  | Simona Halep [7]                   | Victoria Azarenka                  | 6–3, 6–1                |
| Simples feminino – 3ª fase  | Cori Gauff [Q]                     | Polona Hercog                      | 3–6, 7–67, 7–5          |
| Quadra Nº 1                 |                                    |                                    |                         |
| Evento                      | Vencedor(a)/(es/as)                | Derrotado(a)/(os/as)               | Resultado               |
| Simples feminino – 3ª fase  | Karolína Plíšková [3]              | Hsieh Su-wei [28]                  | 6–3, 2–6, 6–4           |
| Simples masculino – 3ª fase | Novak Djokovic [1]                 | Hubert Hurkacz                     | 7–5, 56–7, 6–1, 6–4     |
| Simples masculino – 3ª fase | Ugo Humbert                        | Félix Auger-Aliassime [19]         | 6–4, 7–5, 6–3           |
| Quadra Nº 2                 |                                    |                                    |                         |
| Evento                      | Vencedor(a)/(es/as)                | Derrotado(a)/(os/as)               | Resultado               |
| Simples feminino – 3ª fase  | Zhang Shuai                        | Caroline Wozniacki [14]            | 6−4, 6−2                |
| Simples masculino – 3ª fase | Roberto Bautista Agut [23]         | Karen Khachanov [10]               | 6–3, 7–63, 6–1          |
| Simples masculino – 3ª fase | David Goffin [21]                  | Daniil Medvedev [11]               | 4–6, 6–2, 3–6, 6–3, 7–5 |
| Duplas mistas – 1ª fase     | Henri Kontinen Heather Watson      | Marcelo Demoliner Abigail Spears   | 6–3, 6–2                |
| Quadra Nº 3                 |                                    |                                    |                         |
| Evento                      | Vencedor(a)/(es/as)                | Derrotado(a)/(os/as)               | Resultado               |
| Simples feminino – 3ª fase  | Elina Svitolina [8]                | Maria Sakkari [31]                 | 6−3, 16−7, 6−2          |
| Simples feminino – 3ª fase  | Karolína Muchová                   | Anett Kontaveit [20]               | 7–67, 6–3               |
| Simples masculino – 3ª fase | Fernando Verdasco                  | Thomas Fabbiano                    | 6–4, 7–61, 6–4          |
| Duplas mistas – 1ª fase     | Jamie Murray Bethanie Mattek-Sands | Joe Salisbury [WC] Katy Dunne [WC] | 7–5, 7–68               |

## Dia 6 (6 de julho)
- Cabeças de chave eliminados:
  - Simples masculino:  Fabio Fognini [12],  Diego Schwartzman [24],  Lucas Pouille [27],  Jan-Lennard Struff [33]
  - Simples feminino:  Kiki Bertens [4],  Sloane Stephens [9],  Belinda Bencic [13],  Wang Qiang [15],  Julia Görges [18]
  - Duplas masculinas:  Oliver Marach /  Jürgen Melzer [14]
  - Duplas femininas:  Samantha Stosur /  Zhang Shuai [5],  Raquel Atawo /  Lyudmyla Kichenok [16]
  - Duplas mistas:  Jean-Julien Rojer /  Demi Schuurs [2],  Neal Skupski /  Chan Hao-ching [9],  Rohan Bopanna /  Aryna Sabalenka [13],  Divij Sharan /  Duan Yingying [16]

Ordem dos jogos:
| Quadra Central              | Quadra Central                             | Quadra Central                              | Quadra Central          |
| Evento                      | Vencedor(a)/(es/as)                        | Derrotado(a)/(os/as)                        | Resultado               |
| --------------------------- | ------------------------------------------ | ------------------------------------------- | ----------------------- |
| Simples feminino – 3ª fase  | Ashleigh Barty [1]                         | Harriet Dart [WC]                           | 6−1, 6−1                |
| Simples masculino – 3ª fase | Rafael Nadal [3]                           | Jo-Wilfried Tsonga                          | 6−2, 6−3, 6−2           |
| Simples masculino – 3ª fase | Roger Federer [2]                          | Lucas Pouille [27]                          | 7−5, 6−2, 7−64          |
| Duplas mistas – 1ª fase     | Andy Murray [PR] Serena Williams [PR]      | Andreas Mies Alexa Guarachi                 | 6−4, 6−1                |
| Quadra Nº 1                 |                                            |                                             |                         |
| Evento                      | Vencedor(a)/(es/as)                        | Derrotado(a)/(os/as)                        | Resultado               |
| Simples feminino – 3ª fase  | Serena Williams [11]                       | Julia Görges [18]                           | 6−3, 6−4                |
| Simples feminino – 3ª fase  | Johanna Konta [19]                         | Sloane Stephens [9]                         | 3−6, 6−4, 6−1           |
| Simples masculino – 3ª fase | João Sousa                                 | Daniel Evans                                | 4−6, 6−4, 7−5, 4−6, 6−4 |
| Quadra Nº 2                 |                                            |                                             |                         |
| Evento                      | Vencedor(a)/(es/as)                        | Derrotado(a)/(os/as)                        | Resultado               |
| Simples feminino – 3ª fase  | Petra Kvitová [6]                          | Magda Linette                               | 6−3, 6−2                |
| Duplas masculinas – 2ª fase | Nikola Mektić [6] Franko Škugor [6]        | Pierre-Hugues Herbert [PR] Andy Murray [PR] | 46−7, 6−4, 6−2, 6−3     |
| Duplas mistas – 1ª fase     | Robert Lindstedt Jeļena Ostapenko          | Jay Clarke [WC] Cori Gauff [WC]             | 6−1, 6−4                |
| Duplas femininas – 2ª fase  | Victoria Azarenka [10] Ashleigh Barty [10] | Rebecca Peterson Tamara Zidanšek            | 6−2, 6−3                |
| Quadra Nº 3                 |                                            |                                             |                         |
| Evento                      | Vencedor(a)/(es/as)                        | Derrotado(a)/(os/as)                        | Resultado               |
| Simples masculino – 3ª fase | Kei Nishikori [8]                          | Steve Johnson                               | 6−4, 6−3, 6−2           |
| Simples feminino – 3ª fase  | Barbora Strýcová                           | Kiki Bertens [4]                            | 7–5, 6–1                |
| Duplas masculinas – 2ª fase | Bob Bryan [7] Mike Bryan [7]               | Marcelo Arévalo Miguel Ángel Reyes-Varela   | 136−7, 6−3, 6−4, 6−1    |
| Duplas mistas – 2ª fase     | John Peers [4] Zhang Shuai [4]             | Henri Kontinen Heather Watson               | 4−6, 6−3, 6−4           |

## Middle Sunday (7 de julho)
Pela tradição, este domingo, chamado de 'Middle Sunday', é dia de descanso.

## Dia 7 (8 de julho)
- Cabeças de chave eliminados:
  - Simples masculino:  Milos Raonic [15],  Matteo Berrettini [17],  Benoît Paire [28]
  - Simples feminino:  Ashleigh Barty [1],  Karolína Plíšková [3],  Petra Kvitová [6],  Elise Mertens [21],  Petra Martić [24],  Carla Suárez Navarro [30]
  - Duplas masculinas:  Nikola Mektić /  Franko Škugor [6],  Bob Bryan /  Mike Bryan [7],  Máximo González /  Horacio Zeballos [9],  Robin Haase /  Frederik Nielsen [16]
  - Duplas femininas:  Duan Yingying /  Zheng Saisai [13]
  - Duplas mistas:  Máximo González /  Xu Yifan [7],  Michael Venus /  Katarina Srebotnik [10]

Ordem dos jogos:
| Quadra Central              | Quadra Central                       | Quadra Central                | Quadra Central           |
| Evento                      | Vencedor(a)/(es/as)                  | Derrotado(a)/(os/as)          | Resultado                |
| --------------------------- | ------------------------------------ | ----------------------------- | ------------------------ |
| Simples masculino – 4ª fase | Rafael Nadal [3]                     | João Sousa                    | 6–2, 6–2, 6–2            |
| Simples feminino – 4ª fase  | Johanna Konta [19]                   | Petra Kvitová [6]             | 4–6, 6–2, 6–4            |
| Simples masculino – 4ª fase | Roger Federer [2]                    | Matteo Berrettini [17]        | 6–1, 6–2, 6–2            |
| Quadra Nº 1                 |                                      |                               |                          |
| Evento                      | Vencedor(a)/(es/as)                  | Derrotado(a)/(os/as)          | Resultado                |
| Simples feminino – 4ª fase  | Serena Williams [11]                 | Carla Suárez Navarro [30]     | 6–2, 6–2                 |
| Simples feminino – 4ª fase  | Simona Halep [7]                     | Cori Gauff [Q]                | 6–3, 6–3                 |
| Simples masculino – 4ª fase | Novak Djokovic [1]                   | Ugo Humbert                   | 6–3, 6–2, 6–3            |
| Duplas mistas – 2ª fase     | Franko Škugor [12] Raluca Olaru [12] | Frances Tiafoe Venus Williams | 6–3, 6–1                 |
| Quadra Nº 2                 |                                      |                               |                          |
| Evento                      | Vencedor(a)/(es/as)                  | Derrotado(a)/(os/as)          | Resultado                |
| Simples feminino – 4ª fase  | Alison Riske                         | Ashleigh Barty [1]            | 3–6, 6–2, 6–3            |
| Simples masculino – 4ª fase | Karolína Muchová                     | Karolína Plíšková [3]         | 4–6, 7–5, 13-11          |
| Simples feminino – 4ª fase  | Kei Nishikori [8]                    | Mikhail Kukushkin             | 6–3, 3–6, 6–3, 6–4       |
| Quadra Nº 3                 |                                      |                               |                          |
| Evento                      | Vencedor(a)/(es/as)                  | Derrotado(a)/(os/as)          | Resultado                |
| Simples feminino – 4ª fase  | Elina Svitolina [8]                  | Petra Martić [24]             | 6–4, 6–2                 |
| Simples masculino – 4ª fase | David Goffin [21]                    | Fernando Verdasco             | 7–69, 2–6, 6–3, 6–4      |
| Simples masculino – 4ª fase | Guido Pella [26]                     | Milos Raonic [15]             | 3–6, 4–6, 6–3, 7–63, 8–6 |

## Dia 8 (9 de julho)
- Cabeças de chave eliminados:
  - Simples feminino:  Johanna Konta [19]
  - Duplas masculinas:  Łukasz Kubot /  Marcelo Melo [1] ,  Jean-Julien Rojer /  Horia Tecău [5],  Rajeev Ram /  Joe Salisbury [12]
  - Duplas femininas:  Nicole Melichar /  Květa Peschke [7],  Chan Hao-ching /  Latisha Chan [9],  Irina-Camelia Begu /  Monica Niculescu [15]
  - Duplas mistas:  Nikola Mektić /  Alicja Rosolska [6],  Fabrice Martin /  Raquel Atawo [14]

Ordem dos jogos:
| Quadra Central                                  | Quadra Central                                 | Quadra Central                          | Quadra Central            |
| Evento                                          | Vencedor(a)/(es/as)                            | Derrotado(a)/(os/as)                    | Resultado                 |
| ----------------------------------------------- | ---------------------------------------------- | --------------------------------------- | ------------------------- |
| Simples feminino – Quartas de final             | Serena Williams [11]                           | Alison Riske                            | 6–4, 4–6, 6–3             |
| Simples feminino – Quartas de final             | Barbora Strýcová                               | Johanna Konta [19]                      | 7–65, 6–1                 |
| Duplas mistas – 2ª fase                         | Andy Murray Serena Williams                    | Fabrice Martin [14] Raquel Atawo [14]   | 7–5, 6–3                  |
| Quadra Nº 1                                     |                                                |                                         |                           |
| Evento                                          | Vencedor(a)/(es/as)                            | Derrotado(a)/(os/as)                    | Resultado                 |
| Simples feminino – Quartas de final             | Simona Halep [7]                               | Zhang Shuai                             | 7–64, 6–1                 |
| Simples feminino – Quartas de final             | Elina Svitolina [8]                            | Karolína Muchová                        | 7–5, 6–4                  |
| Duplas masculinas – Quartas de final            | Nicolas Mahut [11] Édouard Roger-Vasselin [11] | Łukasz Kubot [1] Marcelo Melo [1]       | 7–63, 56–7, 6–3, 6–3      |
| Quadra Nº 2                                     |                                                |                                         |                           |
| Evento                                          | Vencedor(a)/(es/as)                            | Derrotado(a)/(os/as)                    | Resultado                 |
| Duplas mistas – 3ª fase                         | Evan Hoyt [WC] Eden Silva [WC]                 | Joran Vliegen Zheng Saisai              | 5–7, 7–65, 6–4            |
| Duplas femininas – 3ª fase                      | Tímea Babos [1] Kristina Mladenovic [1]        | Nicole Melichar [7] Květa Peschke [7]   | 2–6, 6–2, 9–7             |
| Duplas masculinas – Quartas de final            | Juan Sebastián Cabal [2] Robert Farah [2]      | Jean-Julien Rojer [5] Horia Tecău [5]   | 6–4, 3–6, 86–7, 6–4, 11–9 |
| Quadra Nº 3                                     |                                                |                                         |                           |
| Evento                                          | Vencedor(a)/(es/as)                            | Derrotado(a)/(os/as)                    | Resultado                 |
| Duplas masculinas seniores convidadas – Grupo B | Jacco Eltingh Pal Haarhuis                     | Henri Leconte Patrick McEnroe           | 6–3, 7–5                  |
| Duplas femininas – 3ª fase                      | Elise Mertens [6] Aryna Sabalenka [6]          | Chan Hao-ching [9] Latisha Chan [9]     | 7–5, 6–3                  |
| Duplas mistas – 3ª fase                         | Franko Škugor [12] Raluca Olaru [12]           | Nikola Mektić [6] Alicja Rosolska [6]   | 6–2, 6–2                  |
| Duplas masculinas seniores convidadas – Grupo A | Jeremy Bates Andrew Castle                     | Jonas Björkman Todd Woodbridge          | 6–4, 6–2                  |
| Duplas femininas convidadas – Grupo A           | Cara Black Martina Navratilova                 | Anne Keothavong Arantxa Sánchez Vicario | 6–3, 6–2                  |

## Dia 9 (10 de julho)
- Cabeças de chave eliminados:
  - Simples masculino:  Kei Nishikori [8],  David Goffin [21],  Guido Pella [26]
  - Duplas masculinas:  Henri Kontinen /  John Peers [8]
  - Duplas femininas:  Elise Mertens /  Aryna Sabalenka [6],  Anna-Lena Grönefeld /  Demi Schuurs [8]
  - Duplas mistas:  John Peers /  Zhang Shuai [4],  Édouard Roger-Vasselin /  Andreja Klepač [11]

Ordem dos jogos:
| Quadra Central                         | Quadra Central                                | Quadra Central                                  | Quadra Central           |
| Evento                                 | Vencedor(a)/(es/as)                           | Derrotado(a)/(os/as)                            | Resultado                |
| -------------------------------------- | --------------------------------------------- | ----------------------------------------------- | ------------------------ |
| Simples masculino – Quartas de final   | Novak Djokovic [1]                            | David Goffin [21]                               | 6–4, 6–0, 6–2            |
| Simples masculino – Quartas de final   | Roger Federer [2]                             | Kei Nishikori [8]                               | 4–6, 6–1, 6–4, 6–4       |
| Duplas femininas convidadas – Grupo B  | Cara Black Martina Navratilova                | Mary Joe Fernández Ai Sugiyama                  | 6–3, 6–3                 |
| Quadra Nº 1                            |                                               |                                                 |                          |
| Evento                                 | Vencedor(a)/(es/as)                           | Derrotado(a)/(os/as)                            | Resultado                |
| Simples masculino – Quartas de final   | Roberto Bautista Agut [23]                    | Guido Pella [26]                                | 7–5, 6–4, 3–6, 6–3       |
| Simples masculino – Quartas de final   | Rafael Nadal [3]                              | Sam Querrey                                     | 7–5, 6–2, 6–2            |
| Duplas masculinas convidadas – Grupo B | Thomas Enqvist Thomas Johansson               | Jamie Delgado Jonathan Marray                   | 2–6, 7–67, [10–8]        |
| Quadra Nº 2                            |                                               |                                                 |                          |
| Evento                                 | Vencedor(a)/(es/as)                           | Derrotado(a)/(os/as)                            | Resultado                |
| Duplas femininas – Quartas de final    | Barbora Krejčíková [2] Kateřina Siniaková [2] | Anna-Lena Grönefeld [8] Demi Schuurs [8]        | 6–2, 7–61                |
| Duplas femininas – Quartas de final    | Hsieh Su-wei [3] Barbora Strýcová [3]         | Elise Mertens [6] Aryna Sabalenka [6]           | 6–4, 6–2                 |
| Duplas mistas – 3ª fase                | Bruno Soares [1] Nicole Melichar [1]          | Andy Murray Serena Williams                     | 6–3, 4–6, 6–2            |
| Duplas masculinas convidadas – Grupo B | Xavier Malisse Max Mirnyi                     | Mario Ančić Wayne Black                         | 6–3, 6–4                 |
| Quadra Nº 3                            |                                               |                                                 |                          |
| Evento                                 | Vencedor(a)/(es/as)                           | Derrotado(a)/(os/as)                            | Resultado                |
| Duplas masculinas convidadas – Grupo A | Arnaud Clément Michaël Llodra                 | Fernando González Sébastien Grosjean            | 6–3, 3–6, [11–9]         |
| Duplas masculinas – Quartas de final   | Raven Klaasen [3] Michael Venus [3]           | Henri Kontinen [8] John Peers [8]               | 4–6, 6–3, 56–7, 6–4, 6–3 |
| Duplas mistas – 3ª fase                | Ivan Dodig [8] Latisha Chan [8]               | Édouard Roger-Vasselin [11] Andreja Klepač [11] | 2–6, 6–3, 6–4            |
| Duplas mistas – 3ª fase                | Robert Lindstedt Jeļena Ostapenko             | John Peers [4] Zhang Shuai [4]                  | 2–6, 7–5, 6–4            |

## Dia 10 (11 de julho)
- Cabeças de chave eliminados:
  - Simples feminino:  Elina Svitolina [8]
  - Duplas masculinas:  Raven Klaasen /  Michael Venus [3]
  - Duplas mistas:  Bruno Soares /  Nicole Melichar [1],  Franko Škugor /  Raluca Olaru [12]

Ordem dos jogos:
| Quadra Central                                  | Quadra Central                                       | Quadra Central                              | Quadra Central    |
| Evento                                          | Vencedor(a)/(es/as)                                  | Derrotado(a)/(os/as)                        | Resultado         |
| ----------------------------------------------- | ---------------------------------------------------- | ------------------------------------------- | ----------------- |
| Simples feminino – Semifinais                   | Simona Halep [7]                                     | Elina Svitolina [8]                         | 6–1, 6–3          |
| Simples feminino – Semifinais                   | Serena Williams [11]                                 | Barbora Strýcová                            | 6–1, 6–2          |
| Duplas masculinas – Semifinais                  | Juan Sebastián Cabal [2] Robert Farah [2]            | Raven Klaasen [3] Michael Venus [3]         | 6–4, 4, 7–62, 6–4 |
| Quadra Nº 1                                     |                                                      |                                             |                   |
| Evento                                          | Vencedor(a)/(es/as)                                  | Derrotado(a)/(os/as)                        | Resultado         |
| Duplas masculinas – Semifinais                  | Nicolas Mahut [11] Édouard Roger-Vasselin [11]       | Ivan Dodig Filip Polášek                    | 6–2, 7–67, 7–62   |
| Duplas mistas – Quartas de final                | Matwé Middelkoop Yang Zhaoxuan                       | Bruno Soares [1] Nicole Melichar [1]        | 6–4, 6–3          |
| Duplas mistas – Quartas de final                | Robert Lindstedt Jeļena Ostapenko                    | Franko Škugor [12] Raluca Olaru [12]        | 66–7, 6–3, 7–5    |
| Quadra Nº 2                                     |                                                      |                                             |                   |
| Evento                                          | Vencedor(a)/(es/as)                                  | Derrotado(a)/(os/as)                        | Resultado         |
| Duplas masculinas seniores convidadas – Grupo A | Wayne Ferreira Mark Woodforde                        | Jeremy Bates Andrew Castle                  | 7–5, 7–63         |
| Duplas femininas convidadas – Grupo B           | Iva Majoli Magdalena Maleeva                         | Anne Keothavong Arantxa Sánchez Vicario     | 6–4, 6–4          |
| Duplas mistas – Quartas de final                | Wesley Koolhof [5] Květa Peschke [5]                 | Artem Sitak Laura Siegemund                 | 6–1, 6–2          |
| Duplas masculinas seniores convidadas – Grupo A | Jonas Björkman Todd Woodbridge                       | Mansour Bahrami Chris Wilkinson             | 6–4, 6–3          |
| Duplas mistas – Quartas de final                | Ivan Dodig [8] Latisha Chan [8]                      | Evan Hoyt [WC] Eden Silva [WC]              | 7–5, 7–65         |
| Quadra Nº 3                                     |                                                      |                                             |                   |
| Evento                                          | Vencedor(a)/(es/as)                                  | Derrotado(a)/(os/as)                        | Resultado         |
| Simples masculino juvenil – Quartas de final    | Shintaro Mochizuki [8]                               | Anton Matusevich                            | 6–3, 6–3          |
| Simples feminino juvenil – Quartas de final     | Emma Navarro [1]                                     | Natsumi Kawaguchi [6]                       | 4–6, 6–1, 6–1     |
| Duplas masculinas juvenis – 2ª fase             | Shintaro Mochizuki [2] Holger Vitus Nødskov Rune [2] | Nicolás Álvarez Varona Juan Bautista Torres | 2–6, 7–5, 6–2     |
| Duplas femininas juvenis – 2ª fase              | Polina Kudermetova Giulia Morlet                     | Natsumi Kawaguchi [3] Adrienn Nagy [3]      | 4–6, 6–4, 7–5     |
| Duplas masculinas seniores convidadas – Grupo B | Greg Rusedski Fabrice Santoro                        | Henri Leconte Patrick McEnroe               | 6–4, 6–2          |

## Dia 11 (12 de julho)
- Cabeças de chave eliminados:
  - Simples masculino:  Rafael Nadal [3],  Roberto Bautista Agut [23]
  - Duplas femininas:  Tímea Babos /  Kristina Mladenovic [1],  Barbora Krejčíková /  Kateřina Siniaková [2]
  - Duplas mistas:  Wesley Koolhof /  Květa Peschke [5]

Ordem dos jogos:
| Quadra Central                                  | Quadra Central                        | Quadra Central                                | Quadra Central      |
| Evento                                          | Vencedor(a)/(es/as)                   | Derrotado(a)/(os/as)                          | Resultado           |
| ----------------------------------------------- | ------------------------------------- | --------------------------------------------- | ------------------- |
| Simples masculino – Semifinais                  | Novak Djokovic [1]                    | Roberto Bautista Agut [23]                    | 6–2, 4–6, 6–3, 6–3  |
| Simples masculino – Semifinais                  | Roger Federer [2]                     | Rafael Nadal [3]                              | 7–63, 6–1, 3–6, 6–4 |
| Quadra Nº 1                                     |                                       |                                               |                     |
| Evento                                          | Vencedor(a)/(es/as)                   | Derrotado(a)/(os/as)                          | Resultado           |
| Duplas femininas – Semifinais                   | Gabriela Dabrowski [4] Xu Yifan [4]   | Barbora Krejčíková [2] Kateřina Siniaková [2] | 6–1, 3–6, 6–3       |
| Duplas femininas – Semifinais                   | Hsieh Su-wei [3] Barbora Strýcová [3] | Tímea Babos [1] Kristina Mladenovic [1]       | 7–65, 6–4           |
| Duplas mistas – Semifinais                      | Robert Lindstedt Jeļena Ostapenko     | Matwé Middelkoop Yang Zhaoxuan                | 7–5, 6–2            |
| Duplas masculinas convidadas – Grupo A          | Colin Fleming Ross Hutchins           | Fernando González Sébastien Grosjean          | 7–5, 6–4            |
| Quadra Nº 3                                     |                                       |                                               |                     |
| Evento                                          | Vencedor(a)/(es/as)                   | Derrotado(a)/(os/as)                          | Resultado           |
| Duplas masculinas convidadas – Grupo B          | Xavier Malisse Max Mirnyi             | Jamie Delgado Jonathan Marray                 | 7–65, 6–2           |
| Duplas masculinas seniores convidadas – Grupo B | Jacco Eltingh Paul Haarhuis           | Greg Rusedski Fabrice Santoro                 | 3–6, 1–1, ab.       |
| Duplas femininas convidadas – Grupo B           | Cara Black Martina Navratilova        | Iva Majoli Magdalena Maleeva                  | 6–3, 6–4            |
| Duplas mistas – Semifinais                      | Ivan Dodig [8] Latisha Chan [8]       | Wesley Koolhof [5] Květa Peschke [5]          | 7–5, 6–4            |

## Dia 12 (13 de julho)
- Cabeças de chave eliminados:
  - Simples feminino:  Serena Williams [11]
  - Duplas masculinas:  Nicolas Mahut /  Édouard Roger-Vasselin [11]

Ordem dos jogos:
| Quadra Central                                  | Quadra Central                            | Quadra Central                                 | Quadra Central              |
| Evento                                          | Vencedor(a)/(es/as)                       | Derrotado(a)/(os/as)                           | Resultado                   |
| ----------------------------------------------- | ----------------------------------------- | ---------------------------------------------- | --------------------------- |
| Simples feminino – Final                        | Simona Halep [7]                          | Serena Williams [11]                           | 6–2, 6–2                    |
| Duplas masculinas – Final                       | Juan Sebastián Cabal [2] Robert Farah [2] | Nicolas Mahut [11] Édouard Roger-Vasselin [11] | 56–7, 7–65, 7–66, 56–7, 6–3 |
| Quadra Nº 1                                     |                                           |                                                |                             |
| Evento                                          | Vencedor(a)/(es/as)                       | Derrotado(a)/(os/as)                           | Resultado                   |
| Simples feminino juvenil – Final                | Daria Snigur                              | Alexa Noel [10]                                | 6–4, 6–4                    |
| Duplas masculinas seniores convidadas – Grupo A | Jeremy Bates Andrew Castle                | Mansour Bahrami Chris Wilkinson                | 6–4, 3–6, [10–4]            |
| Duplas masculinas convidadas – Grupo A          | Arnaud Clément Michaël Llodra             | Tommy Haas Mark Phillippoussis                 | 6–3, 6–4                    |
| Duplas masculinas seniores convidadas – Grupo A | Jonas Björkman Todd Woodbridge            | Wayne Ferreira Mark Woodforde                  | 6–3, 6–3                    |
| Quadra Nº 3                                     |                                           |                                                |                             |
| Evento                                          | Vencedor(a)/(es/as)                       | Derrotado(a)/(os/as)                           | Resultado                   |
| Duplas masculinas cadeirantes – Final           | Joachim Gérard [2] Stefan Olsson [2]      | Alfie Hewett Gordon Reid                       | 6–4, 6–2                    |
| Simples feminino cadeirante – Final             | Aniek van Koot                            | Diede de Groot [1]                             | 6–4, 4–6, 7–5               |
| Duplas masculinas convidadas – Grupo B          | Mario Ančić Wayne Black                   | Thomas Enqvist Thomas Johansson                | 7–66, 7–5                   |

## Dia 13 (14 de julho)
- Cabeças de chave eliminados:
  - Simples masculino:  Roger Federer [2]
  - Duplas femininas:  Gabriela Dabrowski /  Xu Yifan [4]

Ordem dos jogos:
| Quadra Central                       | Quadra Central                        | Quadra Central                        | Quadra Central               |
| Evento                               | Vencedor(a)/(es/as)                   | Derrotado(a)/(os/as)                  | Resultado                    |
| ------------------------------------ | ------------------------------------- | ------------------------------------- | ---------------------------- |
| Simples masculino – Final            | Novak Djokovic [1]                    | Roger Federer [2]                     | 7–65, 1–6, 7–64, 4–6, 13–123 |
| Duplas femininas – Final             | Hsieh Su-wei [3] Barbora Strýcová [3] | Gabriela Dabrowski [4] Xu Yifan [4]   | 6–2, 6–4                     |
| Quadra Nº 1                          |                                       |                                       |                              |
| Evento                               | Vencedor(a)/(es/as)                   | Derrotado(a)/(os/as)                  | Resultado                    |
| Simples masculino juvenil – Final    | Shintaro Mochizuki [8]                | Carlos Gimeno Valero                  | 6–3, 6–2                     |
| Duplas mistas – Final                | Ivan Dodig [8] Latisha Chan [8]       | Robert Lindstedt Jeļena Ostapenko     | 6–2, 6–3                     |
| Duplas femininas convidadas – Final  | Cara Black Martina Navratilova        | Marion Bartoli Daniela Hantuchová     | 6–0, 3–6, [10–8]             |
| Quadra Nº 3                          |                                       |                                       |                              |
| Evento                               | Vencedor(a)/(es/as)                   | Derrotado(a)/(os/as)                  | Resultado                    |
| Duplas femininas cadeirantes – Final | Diede de Groot [1] Aniek van Koot [1] | Marjolein Buis [2] Giulia Capocci [2] | 6–1, 6–1                     |
| Simples masculino cadeirante – Final | Gustavo Fernández [2]                 | Shingo Kunieda [1]                    | 4–6, 6–3, 6–2                |